# E-girls
Pour les articles homonymes, voir E-girl.
E-girls ou E-Girls (abréviation de EXILE Girls) est un groupe féminin composé de plusieurs d'idoles japonaises formé en 2011 et produit par l'agence de talent LDH.
Ce groupe représente, à l'image féminine, le groupe masculin japonais EXILE et se composent des membres issues des groupes d'idoles Dream, Happiness et Flower (provenant tous du même label avex trax) et deux membres originaux ayant débuté dans le cadre du groupe.
Des groupes/équipes en arrière-plan nommées Rabbits et Bunnies sont composés de membres étudiantes en  écoles secondaire et primaire.

## Histoire

### 2011-2012: Formation et débuts discographiques
Au cours de leur formation à la fin de 2011, le groupe se composent de 21 membres, dont tous les membres de Dream, Happiness et Flower (avant le départ de Sayaka de Dream et de MIMU de Happiness).
L’événement E-Girls Show débute en avril 2011.
Le groupe fait ses débuts avec le single Celebration! sorti en décembre 2011 ; il se classe à la 7e du classement hebdomadaire des ventes de l'Oricon.
En 2012, pour la sortie de leur second single, deux nouveaux membres ont rejoint le groupe, Reina Kizu et Anna Suda, les deux étant membres d'EGD un groupe de danse d'EXPG (EXILE Dance Academy). L'un des membres de Happiness, Mayu Sugieda, est mise au repos en août 2012 afin de suivre un traitement médical après avoir été diagnostiquée de mononucléose infectieuse.
Au moment où le groupe se apprête à sortir son 3e single, son effectif est agrandi à 31 membres au total (deux d'entre eux sont mises en pause) en raison de l'ajout de plus jeunes membres formant l'équipe Bunnies et plus d'EGD.
L'augmentation de l'effectif conduit à un nouveau système, pour la sortie du prochain single, où les membres doivent se soumettre à une période de formation et par la suite, seront sélectionnées pour participer aux enregistrement des chansons et aux pochette des disques. Seulement 16 membres sont promues pour le 3e single, Follow Me qui sort en octobre 2012. Ce single est un succès pour le groupe, il se hisse en 3e position du classement hebdomadaire des ventes de l'Oricon le même mois, faisant du single le tout premier du groupe à se classe dans le Top 5 de l'Oricon.
MIMU quitte E-girls et Happiness en octobre 2012 après un repos de plusieurs mois.

### 2013:Lesson 1et montée du succès
Fin 2012, trois membres de Bunnies (Runa Yamamoto et MYUU et Mira Vats) quittent E-Girls et les 28 membres restants sortent le single The Never Ending Story en février 2013. La chanson en elle-même est utilisée comme chanson-thème du drama Biblia Koshodō no Jiken Techō (ビブリア古書堂の事件手帖) diffusé sur Fuji TV. Moins d'un mois plus tard, la même formation sort le 5e single CANDY SMILE, mais seulement 12 membres figurent sur la musique vidéo. En avril suivant, le groupe sort son premier album studio intitulé Lesson 1 ; il est classé n°1 du classement hebdomadaire des ventes d'albums de l'Oricon, en se vendant à 57 337 exemplaires dans la première semaine. En mai 2013, Anna Suda et Ruri Kawamoto, déjà parmi les groupes en arrière plan de E-Girls, joignent le groupe Happiness.
Quelques mois plus tard, Reina Kizu d'EGD, quitte E-Girls. En septembre 2013, Momoka Nakajima rejoint EGD pour remplacer Reina Kizu. Momoka est connue dans le groupe pour avoir été la fille qui lisait le livre dans le clip vidéo du single The Never Ending Story et pour avoir figuré dans l'intro de le vidéo de la chorégraphie du single suivant CANDY SMILE. Les 29 membres de E-Girls sont ensuite présentés sur le single Gomennasai no Kissing You.
Le 11 octobre, l'agence LDH annonce l'ajout d'un nouveau membre, Marina Watanabe, faisant partie du groupe de danse EGD. Une semaine plus tard, le 18 octobre, il est annoncé qu'Erina Mizuno a quitté E-Girls et Flower afin de se concentrer sur sa carrière d'actrice. Le même jour, il est également annoncé le 7e single du groupe, Kuru Kuru, mettra en vedette 18 membres sur les pochettes et sur le clip vidéo ; le single sort en novembre 2013.
Le groupe a considérablement gagné plus de reconnaissance en 2013, apparaît dans des spectacles de fin d'année ; les membres sont invités au 64e NHK Kōhaku Uta Gassen (第64NHK紅白歌合戦) fin décembre 2013, une émission TV musicale populaire diffusée chaque année le soir du Réveillon du Nouvel An.

### 2014:COLORFUL POPet première tournée
En janvier 2014, Aya Takamoto (de Dream) est nommée leader officielle de E-Girls par le danseur HIRO du groupe affilié EXILE.
Dix membres du groupe, Kaede Dobashi, Karen Fujii, Anna Suda, Shūka Fujii, Nozomi Bandō, Harumi Satō, Kyoka Takeda, Anna Ishii et Nonoka Yamaguchi, font leur apparition dans le drama Koibumi Biyori (恋文日和), qui est diffusé le 6 janvier sur NTV jusqu'en mars 2014 ; il s'agit de leur première expérience en tant qu’actrices.
Peu après, la chanson-thème d'ouverture Diamond Only du drama du même titre, sort en tant que 8e single le 26 février.
Le groupe sort son deuxième album, COLORFUL POP le 19 mars.
Le 7 avril, Mayu Sugieda quitte à la fois Happiness et E-Girls pour poursuivre sa carrière en tant qu’artiste solo. En plus de danser et chanter, elle souhaite effectuer d’autres activités. Elle annonce cependant qu'il ne s'agit pas un « au revoir » mais d'un nouveau départ ; de plus, elle avait dû arrêter ses activités pendant une période d’un an à partir d’août 2012 en raison d’un traitement médical. Deux semaines plus tard, le 20 avril suivant, c'est au tour de Kyoka Takeda de quitter le groupe pour se concentrer sur ses études et sa carrière d'actrice.
E-Girls interprètent la chanson Odoru Pompokolin qui est la chanson thème d'ouverture de l’anime Chibi Maruko-chan (ちびまる子ちゃん) en avril 2014. Les membres Ami, Karen Fujii, Reina Washio et Yuzuna Takebe publient une vidéo pour apprendre la chorégraphie de la Pihyara Dance (ピーヒャラダンス).
Le groupe participe aux MTV Video Music Awards Japan 2014 (VMAJ) sur MTV Asia en juin 2014 ; le groupe a remporté le Prix de la Meilleure Chorégraphie pour la chanson Gomennasai no Kissing You. Le 12 juin, l'agece LDH annonce que le groupe sortira trois singles consécutifs, un par mois. Le premier étant single, E.G. Anthem -WE ARE VENUS-, sort le 9 juillet et inclut la participation de tous les membres du groupe. Par ailleurs, la chanson du single est utilisée dans un spot publicitaire (dans lequel les membres font leur apparition) pour l’opérateur téléphonique NTT Docomo le même mois. À partir de là, les membres de Bunnies et EGD ont été mélangés dans une seule unité, portant simplement le même nom que le groupe, E-Girls.
Le groupe effectue sa première tournée nationale en juillet, intitulé E-Girls LIVE TOUR 2014 "COLORFUL LAND",.
La chanson thème Odoru Pompokolin de Chibi Maruko-chan sort ensuite en single le 13 août suivant. Peu après, le 10 septembre, est mise en vente le 11e single, Highschool♡love et inclut également la participation de tous les membres. La chanson est utilisée comme chanson thème pour le drame GTO sur Fuji TV ; elle est aussi utilisée dans la publicité TV Samantha Vega meets E-Girls.
Le 12 octobre 2014, Chiharu Mutō annonce son départ d'E-Girls et de Flower dans le but d’aller étudier à l’étranger et d'évoluer dans un nouvel environnement dans un pour devenir plus forte, elle remercie notamment les members, le staff et les fans qui l’ont soutenue ; elle souhaite néanmoins poursuivre une carrière musicale.
Le groupe a publié son 12e single, Mr. Snowman, le 26 novembre, qui porte sur le thème de l'hiver et Noël. Le single est utilisé dans la campagne publicitaire des sucreries e-ma de la marque UHA ; les membres du groupe apparaissent dans la publicité.

### 2015:E.G TIMEet deuxième tournée
Le groupe sort son troisième album studio, E.G. TIME, le 1er janvier 2015 qui se classe 2e des ventes de l'Oricon ; il devient le premier album du groupe à ne pas atteindre la première place.
Le groupe lance sa deuxième tournée nationale intitulée E-Girls LIVE TOUR 2015 "COLORFUL WORLD" en février suivant. Le 27 janvier, l'agence annonce un nouveau système pour de line-up, appelé E-Girls Pyramid. En suivant le même système utilisé pour le single Follow Me, les membres subissent une série d'examens configurés par an. Pour les membres qui ont plus besoin de formation sont classés comme des Rabbits (pour les étudiantes du lycée ou plus) ou Bunnies (pour celles du collège ou moins). Avec cela, les membres Yuzuna Takebe, Misato Hagio, Rio Inagaki, Risa Ikuta, Momoka Nakajima et Marina Watanabe sont retournés à la période de formation au EXILE PROFESSIONNAL GYM, faisant réduire l'effectif de E-Girls à 20 membres.
Le 29 avril, Ami annonce commencer une carrière en solo tout en restant membre de Dream et E-Girls. Elle a fait ses débuts en solo en tant que Dream Ami en juillet 2015, elle a également débuté en tant que seiyū à l’occasion du 25e anniversaire de l’anime Chibi Maruko-chan.
L'un des membres de Flower, Kyōka Ichiki a annoncé sa remise de diplôme et son départ de son groupe et de E-girls en octobre 2015. Elle a expliqué dans un message publié sur le site officiel qu'elle avait décidé de se retirer du monde du show business afin de retrouver une vie normale. Les autres membres de Flower ont déclaré être surprises par cette soudaine annonce de la graduation de Kyōka Ichiki. Elles ont néanmoins ajouté qu’elles acceptaient cette décision après en avoir discuté avec elle. Ichiki a remercié les membres, le staff de LDH et les fans pour leur soutien, et s’est excusée pour les troubles causés par son départ ; elle affirme avoir vécu une expérience enrichissant lui ayant permis de réaliser certains rêves.
D'autre part, un membre de Dream, Erie, a révélé qu’elle allait désormais se produire avec son groupe en tant que DJ mais plus en tant que « performer ».

### 2016: album compilation
En janvier 2016, le groupe sort son premier album compilation.

### Depuis 2017: le changement d'effectif
Le groupe sort son quatrième album E.G. Crazy en janvier 2017 qui se classe 1er des classements Oricon et s'y maintient pendant plus de 20 semaines.
Le groupe E-Girls a connu un grand réaménagement au sein de leur groupe, le 4 juin dernier. Il comporte désormais 11 membres qui sont : SAYAKA, Kaede, Karen Fujii, YURINO, Anna Suda, Reina Washio, Nozomi Bando, Harumi Satō, Anna Ishii, Nonoka Yamaguchi, et Yuzuna Takebe.
Plusieurs membres des groupes d'idoles Dream, Happiness et Flower ont quitté les E-Girls. Plusieurs graduations de membres ont eu lieu en début de ce mois de juin 2017.
- Shizuka, Ami et Aya (de groupe Dream) ont quitté les E-girls et Dream se sépareront en juillet suivant après le concert des E-Girls le 16 juillet. Ces membres poursuivront leurs carrières individuelles.
- Shūka Fujii, Manami Shigetomi et Mio Nakajima (du groupe Flower) ont quitté les E-Girls pour se consacrer à leurs activités avec Flower ; Shūka Fujii a formé avec sa sœur Karen Fujii le duo ShuuKaRen.
- MIYUU et Ruri Kawamoto (de Happiness) ont quitté les E-Girls pour se consacrer à leurs activités avec Happiness.

Par ailleurs, le nouveau projet de divertissement féminin nommé « E.G. Family » a été lancé sous la bannière E.G. EVOLUTION ; La E.G. Family comprend les artistes tels que : les E-Girls, les Happiness, les Flower, les Dance Earth Party, les SUDANNAYUZUYULLY, les ShuuKaRen ainsi que les artistes solo Dream Ami et Dream Aya.
E-Girls sort sous ce nouvel effectif leur nouveau single Love☆Queen le 26 juillet suivant.

## Membres

### Membres actuels
| Nom              | Nom en kanji | Remarques                                               |        |        |
| Flower           | Flower       | Flower                                                  | Flower | Flower |
| ---------------- | ------------ | ------------------------------------------------------- | ------ | ------ |
| Reina Washio     | 鷲尾伶菜     | Chanteuse principale                                    |        |        |
| Nozomi Bandō     | 坂東希       |                                                         |        |        |
| Harumi Satō      | 佐藤晴美     |                                                         |        |        |
| Happiness        |              |                                                         |        |        |
| SAYAKA           | 長友さやか   |                                                         |        |        |
| Kaede            | 土橋楓       |                                                         |        |        |
| Karen Fujii      | 藤井夏恋     | membre de ShuuKaRen                                     |        |        |
| YURINO           | 鈴木結莉乃   |                                                         |        |        |
| Anna Suda        | 須田アンナ   | Ex-EGD ; Join début 2012 et joint Happiness en mai 2013 |        |        |
| E-Girls          |              |                                                         |        |        |
| Anna Ishii       | 石井杏奈     |                                                         |        |        |
| Nonoka Yamaguchi | 山口乃々華   |                                                         |        |        |

| Nom             | Nom en kanji | Remarques                        |         |         |
| Rabbits         | Rabbits      | Rabbits                          | Rabbits | Rabbits |
| --------------- | ------------ | -------------------------------- | ------- | ------- |
| Yuzuna Takebe   | 武部柚那     | Ex-Bunny ; Ex-E-Girls            |         |         |
| Mizuki Hanayama | 大石美優     | Ex-Bunny ; Ex-E-Girls            |         |         |
| Rio Nishizumi   |              | Joint en janvier 2015            |         |         |
| Nanako Ono      |              | Joint en janvier 2015            |         |         |
| Yūki Hagiwara   |              | Joint en janvier 2015            |         |         |
| Bunnies         |              |                                  |         |         |
| Momoka Nakajima | 中嶋桃花     | Joint en septembre 2013 ; Ex-EGD |         |         |
| Chino Ishii     |              | Joint en janvier 2015            |         |         |
| Sae Gushiken    |              | Joint en janvier 2015            |         |         |
| Kokoa Naka      |              | Joint en janvier 2015            |         |         |

### Ex-membres
| Nom              | Nom en kanji    | Remarques                                                                                |       |       |
| Dream            | Dream           | Dream                                                                                    | Dream | Dream |
| ---------------- | --------------- | ---------------------------------------------------------------------------------------- | ----- | ----- |
| Sayaka           | 川本璃          | Quitte en mars 2012                                                                      |       |       |
| Erie             | 阿部絵里恵      | Quitte en décembre 2016                                                                  |       |       |
| Aya              | 高本彩          | Ex-Leader ; quitte en juin 2017                                                          |       |       |
| Shizuka          | 西田静香        | Quitte en juin 2017                                                                      |       |       |
| Ami              | 中島麻未        | Quitte en juin 2017                                                                      |       |       |
| Happiness        |                 |                                                                                          |       |       |
| MIMU             | 日置美夢 (ミム) | Quitte en octobre 2012                                                                   |       |       |
| Mayu Sugieda     | 杉枝真結        | Quitte le 7 avril 2014                                                                   |       |       |
| MIYUU            | 有磯実結        | Quitte en juin 2017                                                                      |       |       |
| Ruri Kawamoto    | 川本璃          | Ex-EGD ; Joint Happiness et E-girls en mai 2013 et quitte E-girls seulement en juin 2017 |       |       |
| Flower           |                 |                                                                                          |       |       |
| Erina Mizuno     | 水野絵梨奈      | Quitte en octobre 2013                                                                   |       |       |
| Chiharu Mutō     | 武藤千春        | Quitte en octobre 2014                                                                   |       |       |
| Kyōka Ichiki     | 市來杏香        | Quitte en octobre 2015                                                                   |       |       |
| Shūka Fujii      | 藤井萩花        | Quitte E-girls seulement en juin 2017 ; membre de ShuuKaRen                              |       |       |
| Manami Shigetome | 重留真波        | Quitte E-girls seulement en juin 2017                                                    |       |       |
| Mio Nakajima     | 中島美央        | Quitte E-girls seulement en juin 2017                                                    |       |       |
| Rabbits          |                 |                                                                                          |       |       |
| Rio Inagaki      | 稲垣莉生        | Ex-Bunny ; Ex-E-Girls ; quitte en 2016                                                   |       |       |
| Risa Ikuta       | 生田梨沙        | Ex-Bunny ; Ex-E-Girls ; quitte en 2016                                                   |       |       |
| Marina Watanabe  | 渡邉真梨奈      | Joint en octobre 2013 ; Ex-EGD ; quitte en 2016                                          |       |       |
| Misato Hagio     | 萩尾美聖        | Ex-Bunny ; Ex-E-Girls ; quitte en 2016                                                   |       |       |
| Bunnies          |                 |                                                                                          |       |       |
| Runa Yamamoto    | 山本月          | Quitte en décembre 2012                                                                  |       |       |
| Miyū Oishi       | 大石美優        | Quitte en décembre 2012                                                                  |       |       |
| Mira Vats        | ヴァッツ美良    | Quitte en décembre 2012                                                                  |       |       |
| Kyoka Takeda     | 武田杏香        | Quitte le 20 avril 2014                                                                  |       |       |
| EGD              |                 |                                                                                          |       |       |
| Reina Kizu       | 木津玲奈        | Joint début 2012 ; Quitte en septembre 2013                                              |       |       |

## Discographie

### Albums
| # | Titre                       | Détails | Classement Oricon | Certifications RIAJ |
| - | --------------------------- | --- | ----------------- | ------------------- |
| 1 | Lesson 1                    | - Sortie le : 17 avril 2013 - Label : rhythm zone - Format : CD / CD+DVD / téléchargement numérique                 | 1                 | Or (+100 000 ex.)   |
| 2 | Colorful Pop (COLORFUL POP) | - Sortie le : 19 mars 2014 - Label : rhythm zone - Format : CD / CD+DVD / téléchargement numérique                  | 1                 | Or                  |
| 3 | E.G. Time (E.G. TIME)       | - Sortie le : 1er janvier 2015 - Label : rhythm zone - Format : CD / CD+DVD / CD+Blu-ray / téléchargement numérique | 2                 | Platine (250 000)   |
| 4 | E.G. Crazy (E.G. CRAZY)     | - Sortie le : 18 janvier 2017 - Label : rhythm zone - Format : CD / CD+DVD / téléchargement numérique               | 1                 |                     |

### Compilation
| # | Titre                     | Détails                                                                                               | Classement Oricon | Certifications RIAJ |
| - | ------------------------- | --- | ----------------- | ------------------- |
| 1 | E.G. Smile -E-girls Best- | - Sortie le : 10 février 2016 - Label : rhythm zone - Format : CD / CD+DVD / téléchargement numérique | 2                 |                     |

### Singles
| N°                | Date de sortie    | Titre                      | Titre original             | Classement Oricon |
| Singles physiques | Singles physiques | Singles physiques          | Singles physiques          | Singles physiques |
| ----------------- | ----------------- | -------------------------- | -------------------------- | ----------------- |
| 1                 | 28 décembre 2011  | Celebration!               | Celebration!               | 7                 |
| 2                 | 18 avril 2012     | One Two Three              | One Two Three              | 12                |
| 3                 | 3 octobre 2012    | Follow Me                  | Follow Me                  | 3                 |
| 4                 | 20 février 2013   | The Never Ending Story     | THE NEVER ENDING STORY     | 2                 |
| 5                 | 13 mars 2013      | Candy Smile                | CANDY SMILE                | 6                 |
| 6                 | 2 octobre 2013    | Gomennasai no Kissing You  | ごめんなさいのKissing You  | 2                 |
| 7                 | 20 novembre 2013  | Kuru Kuru                  | クルクル                   | 2                 |
| 8                 | 26 février 2014   | Diamond Only               | Diamond Only               | 2                 |
| 9                 | 9 juillet 2014    | E.G. Anthem -We Are Venus- | E.G. Anthem -WE ARE VENUS- | 2                 |
| 10                | 13 août 2014      | Odoru Ponpokorin           | おどるポンポコリン         | 5                 |
| 11                | 10 septembre 2014 | Highschool Love            | Highschool♡love            | 2                 |
| 12                | 26 novembre 2014  | Mr. Snowman                | Mr. Snowman                | 2                 |
| 13                | 20 mai 2015       | Anniversary!!              | Anniversary!!              | 3                 |
| 14                | 30 septembre 2015 | Dance Dance Dance          | Dance Dance Dance          | 4                 |
| 15                | 23 décembre 2015  | Merry x Merry Xmas         | Merry × Merry Xmas★        | 4                 |
| 16                | 20 juillet 2016   | E.G. summer RIDER          | E.G. summer RIDER          | 2                 |
| 17                | 10 août 2016      | Pink Champagne             | Pink Champagne             | 2                 |
| 18                | 30 novembre 2016  | Go! Go! Let's Go!          | Go! Go! Let's Go!          | 2                 |
| 19                | 26 juillet 2017   | Love Queen                 | Love☆Queen                 |                   |
| 20                | 6 novembre 2017   | Kitakaze to Taiyō          | 北風と太陽                 |                   |
| 21                | 30 janvier 2018   | Aishiteru to Itte Yokkata  |                            |                   |
| 22                | 28 février 2018   | Pain, Pain                 | Pain, pain                 |                   |

| 1 | 26 décembre 2012 | Just In Love               | JUST IN LOVE                 |
| 2 | 1er mars 2013    | Limited Collection         | Limited Collection           |
| 3 | 5 mars 2014      | Rydeen ~Dance All Night~   | RYDEEN ~Dance All Night~     |
| 4 | 6 juin 2014      | Odoru Ponpokorin (TV Size) | おどるポンポコリン(TVサイズ) |

## Divers

### Tournées
- 18 juillet 2014 - 13 août 2014 - E-Girls LIVE TOUR 2014 "COLORFUL LAND"
- 14 février 2015 - 29 mars 2015 - E-Girls LIVE TOUR 2015 "COLORFUL WORLD"

### Livres de photos
- 17 octobre 2014 - Colorful Diary (カラフル・ダイアリー?)